# Bjerkreim
Bjerkreim ist eine Kommune im norwegischen Fylke Rogaland. Die Kommune hat 2905 Einwohner (Stand: 1. Januar 2025). Verwaltungssitz ist die Ortschaft Vikeså.

## Geografie

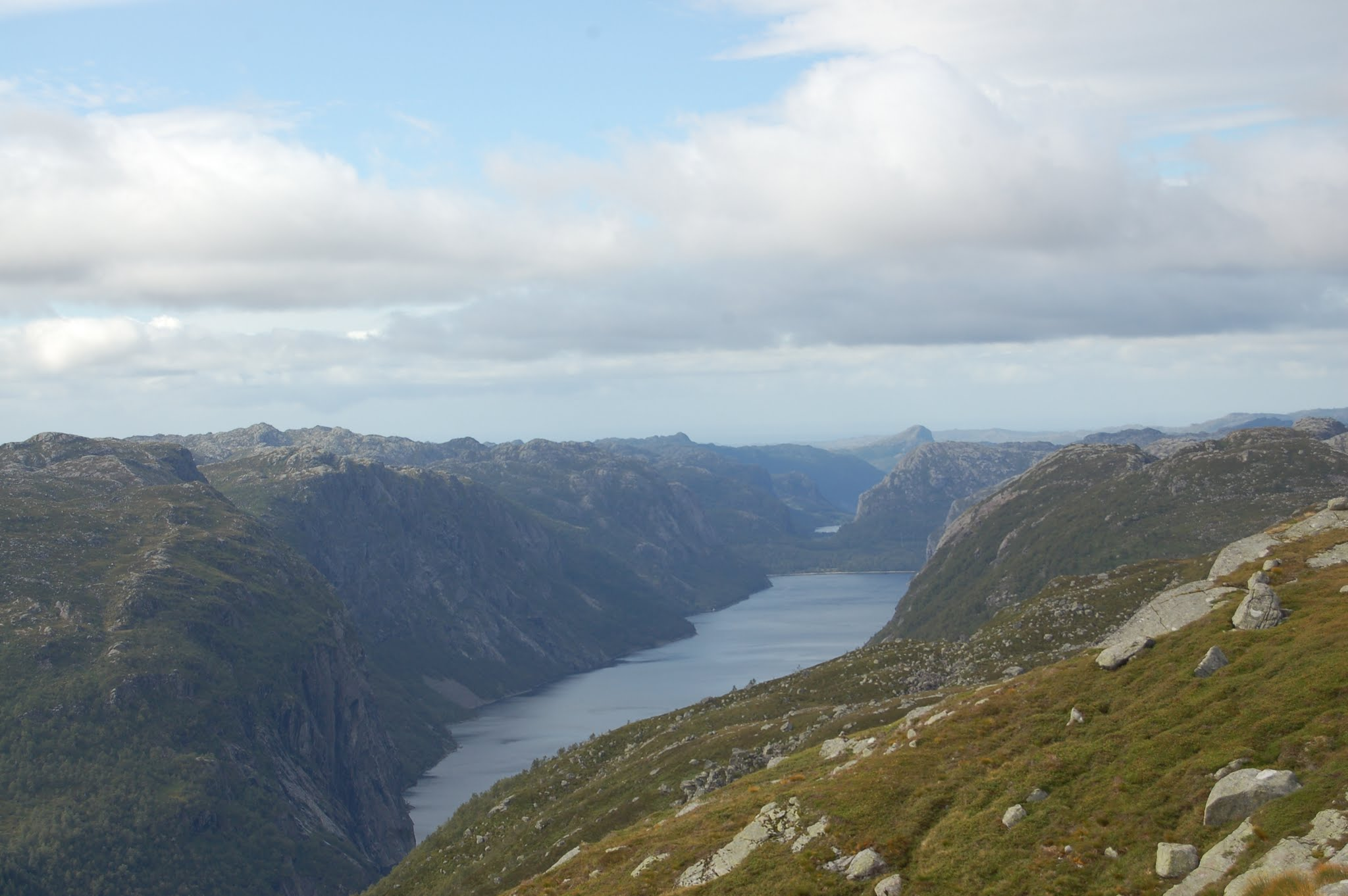
Blick auf das Austrumdalsvatnet

Die Gemeinde liegt im nördlichen Bereich der Landschaft Dalane und grenzt im Norden an Gjesdal, im Osten an Sirdal, im Süden an Lund und Eigersund und im Westen an Hå und Time. Sirdal im Osten gehört zum Nachbarfylke Agder. Im Gemeindeareal liegen mehrere Seen, unter anderem das Ørsdalvatnet und das Birkelandsvatnet.
Die höchste Erhebung ist die Vinjakula mit einer Höhe von 907,1 moh. im Norden der Gemeinde.

## Einwohner
Die Einwohner leben vor allem in den südlicheren Gebieten der Gemeinde. In der Kommune liegen zwei sogenannte Tettsteder, also zwei Ansiedlungen, die für statistische Zwecke als eine städtische Siedlung gewertet werden. Diese sind Vikeså mit 1040 und Røysland mit 529 Einwohnern (Stand: 1. Januar 2024). Der Ort liegt am Nordufer des Sees Svelavatnet. Die Einwohnerzahlen sind seit 1945 meist angestiegen, zwischen 2007 und 2017 wuchs sie um 1,6 Prozent an.
Die Einwohner der Gemeinde werden Bjerkreimsbu genannt. Offizielle Schriftsprache ist wie in vielen Kommunen in Rogaland Nynorsk, die weniger weit verbreitete der beiden norwegischen Sprachformen.
| Jahr          | 1986 | 1990 | 1995 | 2000 | 2005 | 2010 | 2015 | 2020 | 2025 |
| ------------- | ---- | ---- | ---- | ---- | ---- | ---- | ---- | ---- | ---- |
| Einwohnerzahl | 2283 | 2340 | 2458 | 2456 | 2463 | 2583 | 2861 | 2787 | 2905 |

## Geschichte
Etwas nördlich von Vikeså liegt die archäologisch untersuchte Wüstung Storrsheia, die aus der Eisenzeit stammt. Von etwa 1900 bis 1953 wurde nahe der Ortschaft Ørsdalen im Osten der Gemeinde Bergbau betrieben. Dort wurde vor allem Wolfram abgebaut. Die Holzkirche Bjerkreim kyrkje, die im Jahr 1835 erbaut wurde, befindet sich in Vikeså.

## Wirtschaft und Infrastruktur

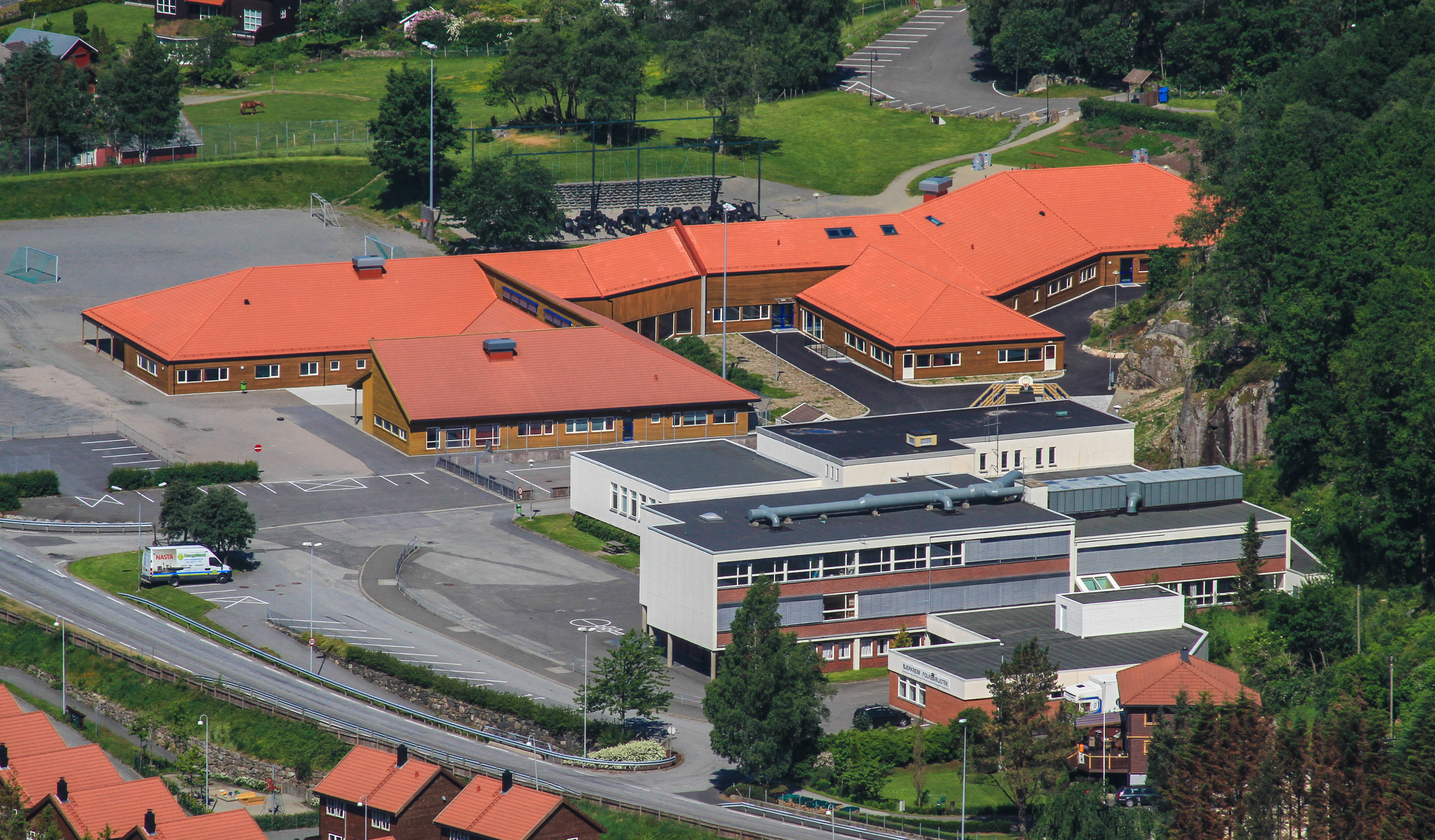
Schule in Vikeså

### Verkehr
In Nord-Süd-Richtung durchquert die Europastraße 39 (E39) die Gemeinde. Diese führt von der Stadt Kristiansand an der norwegischen Südküste nach Stavanger im Nordwesten von Bjerkreim und von dort weiter in den Norden. Bei Vikeså trifft der Fylkesvei 503 auf die E39. Der Fylkesvei führt weiter in das östlich gelegene Landesinnere.

### Wirtschaft
Für die lokale Wirtschaft ist die Landwirtschaft von wichtiger Bedeutung. Dabei ist die Tierhaltung der wichtigste Bereich, wobei vor allem Schafe gehalten werden und die Kommune zu denen gehört, die landesweit die meisten Schafe haben. Die Schafe leben größtenteils auf den Heiden im Norden und Osten Bjerkreims. In der industriellen Produktion sind vor allem Maschinenbau, die Holzverarbeitung sowie die Gummi- und Plastikproduktion von Bedeutung. Im Jahr 2019 arbeiteten von 1520 Arbeitstätigen 778 in Bjerkreim selbst, die restlichen verteilten sich vor allem auf Gemeinden wie Stavanger, Eigersund und Sandnes.

## Wappen und Name
Der Name setzt sich wohl aus den beiden Bestandteilen „bjǫrk“ und „heim“ zusammen, wobei der erste Teil „Birke“ bedeutet. Das Wappen der Kommune ist von diesem Namen abgeleitet und zeigt einen silbernen Birkenast mit sieben Blättern auf grünem Hintergrund.